# Henning Valin Jakobsen
Henning Valin Jakobsen (født 25. juli 1965) er en dansk skuespiller.
Jakobsen er uddannet fra Skuespillerskolen ved Odense Teater i 1999.

## Filmografi

### Film
- Dommeren (2005)
- Hvid nat (2007)
- Kandidaten (2008)
- Sandheden om mænd (2010)
- Frit fald (2011)
- Magi i luften (2011)
- Skytten (2013)
- Detektiverne (2014)
- Krummerne - alt på spil (2014)
- Fasandræberne (2014)
- Hundeliv (2016)
- Mødregruppen (2018)

### Tv-serier
- Forsvar (2003-2004)
- Ørnen (2004)
- Klovn (2005-2022)
- Danni (2006)
- Anna Pihl (2006-2008)
- Forbrydelsen (2007)
- Sommer (2008)
- Advokaten (2018)
- Broen sæson 1